# Donatien Koagne
Donatien Koagne (né Donatien Ngnidze Koagne) est un homme d'affaires camerounais controversé, réputé feyman international, faussaire et « multiplicateur de billets » de dollars.

## Biographie
Ce faux-monnayeur a escroqué plusieurs personnalités parmi lesquelles des présidents de la république. Il a fini par être arrêté et mis en prison au Yémen. Il est mort assassiné, potentiellement en 2010,.